# آلکامارین (پرو)
آلکامارین (به اسپانیایی: Alcamarine) یک کوه در پرو است که در Peru, Puno Region واقع شده‌است. آلکامارین ۴٬۸۰۰ متر بالاتر از سطح دریا واقع شده‌است.